# قرار مجلس الأمن التابع للأمم المتحدة رقم 1195
قرار مجلس الأمن التابع للأمم المتحدة رقم 1195، المتخذ بالإجماع في 15 سبتمبر 1998، بعد إعادة التأكيد على القرار 696 (1991) وجميع القرارات اللاحقة بشأن أنغولا، مدد المجلس ولاية بعثة مراقبي الأمم المتحدة في أنغولا لمدة شهر حتى 15 أكتوبر. 1998.
ذكر مجلس الأمن أن المأزق الحالي في عملية السلام يرجع إلى إخفاق يونيتا في الامتثال لالتزاماتها بموجب اتفاقية السلام وبروتوكول لوساكا وقرارات مجلس الأمن ذات الصلة، وطالبها بالامتثال على الفور، لا سيما فيما يتعلق بـ تجريد قواتها من السلاح وبسط سلطة الدولة في جميع أنحاء البلاد. علاوة على ذلك، طالب يونيتا بمغادرة المناطق التي احتلتها بالوسائل العسكرية وتحويل نفسها إلى حزب سياسي. تم حث حكومة أنغولا على إعادة النظر في قرارها بوقف عضوية أعضاء يونيتا من حكومة الوحدة والمصالحة الوطنية.
ودعيت الدول الأعضاء إلى التنفيذ الكامل للقيود المفروضة على يونيتا في القرارات 864 (1993) و1127 (1997) و1173 (1998). وأخيراً، أيد القرار قرار الأمين العام كوفي عنان بتوجيه بعثة مراقبي الأمم المتحدة في أنغولا لتعديل انتشارها على الأرض من أجل ضمان سلامة وأمن أفراد البعثة.

## روابط خارجية
- نص القرار في undocs.org